# Albero di Natale di Gubbio

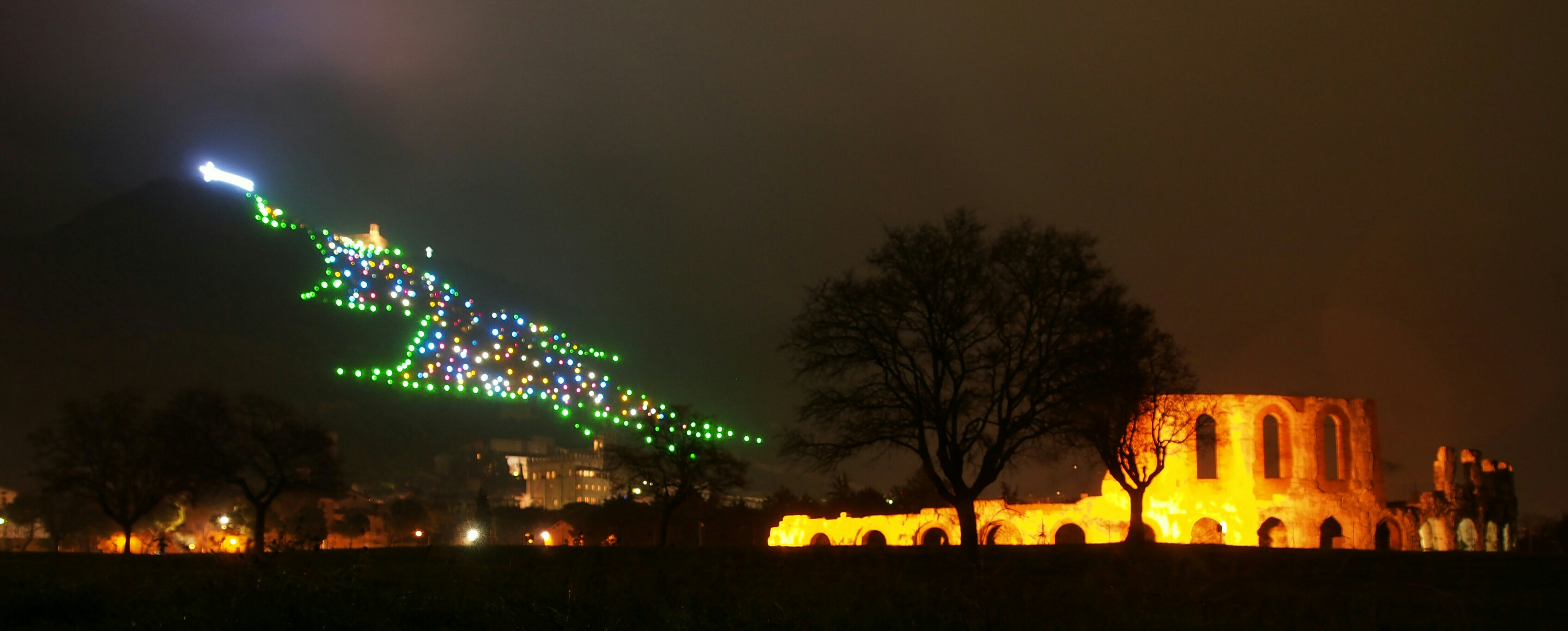
Il teatro romano di Gubbio ai piedi dell'Albero di Natale più grande del mondo.

L'Albero di Natale di Gubbio è costituito da oltre 800 corpi luminosi disseminati lungo le pendici del monte Ingino, a valle del quale sorge la città medievale di Gubbio, ed è famoso per essere l'albero di Natale più grande del mondo entrato nel 1991 come tale nel Guinness dei Primati. I corpi illuminanti sono alimentati con energia prodotta da fonti rinnovabili.

## Caratteristiche principali
Le luci sono disseminate con accuratezza in modo da dare vita ad una sagoma luminosa a forma di albero di Natale, con le seguenti caratteristiche:è costituito da corpi illuminanti di vario tipo e colore, che disegnano un effetto cromatico assolutamente particolare e unico; si distende, con una base di 450 metri, per oltre 750 metri sulle pendici del monte Ingino, partendo dalle mura della città medioevale e arrivando alla basilica del Patrono, Sant'Ubaldo, posta in cima alla montagna; copre una superficie di circa 130.000 metri quadrati (poco meno di trenta campi di calcio); oltre 300 punti luminosi di colore verde ne delineano la sagoma; il corpo centrale è disseminato di oltre 400 luci multicolore; alla sommità è installata una stella cometa della superficie di circa mille metri quadri disegnata da oltre 250 punti luminosi; sono necessari circa 7.500 metri di cavi elettrici di vario tipo per realizzare i collegamenti ogni anno sono necessarie circa 1.300 ore di lavoro per montare tutti i punti luce, stendere i cavi e provvedere ai loro collegamenti; sono necessarie circa 900 ore per provvedere alla rimozione, manutenzione e rimessa in magazzino di quanto installato in precedenza.
Al fine di darsi veste giuridica, il gruppo che diede vita nel 1981 alla prima realizzazione dell'Albero decise nel 1992 di costituirsi in Comitato, insieme a quanti si erano, anno dopo anno, aggiunti. Il nome scelto fu Comitato Albero di Natale più Grande del Mondo "Mario Santini", per rendere omaggio a chi nel 1981 ebbe l'idea originaria; il nome del Comitato è poi stato cambiato in "COMITATO ALBERO DI NATALE PIU' GRANDE DEL MONDO".
Il Comitato dei volontari che provvede alla realizzazione dell'opera è attualmente costituito da 55 soci, con un Consiglio di sette membri che ne coordina tutte le attività; il socio più giovane è nato nel 1995, mentre il più anziano è nato nel 1929.
Il Comitato, dal 2020, ha portato avanti un progetto per la riduzione del consumo energetico dell’albero: si è partiti cambiando il tipo di luci della stella cometa a strip led, per poi nel 2022 trasformare i punti luminosi del perimetro dell’albero in luci a LED ed infine, nel 2023, si sono cambiati tutti i corpi luminosi dalla tecnologia alogena a quella strip LED, il tutto alimentato da pannelli fotovoltaici.

## Date
La prima accensione è avvenuta il 24 dicembre 1981. Le date di accensione e spegnimento sono sempre le stesse: 7 dicembre (vigilia dell'Immacolata) - seconda domenica di gennaio.

## Curiosità
L'intera opera è stata realizzata per la prima volta nel 1981 e nel 1991 è entrata nel Guinness dei primati.
Il 7 dicembre di ogni anno, nel corso di una manifestazione pubblica, l'Albero viene acceso con una cerimonia che vede coinvolti altri soggetti che fanno parte della tradizione cittadina (Sbandieratori, figuranti del corteo storico, musici, ecc.) ed è presieduta da personaggi del mondo delle istituzioni, della cultura, della scienza e dello spettacolo: nel 2024 l'albero è stato accesso da Eros Mannino per il Corpo nazionale dei vigili del fuoco; nel 2019 è stato acceso da Betlemme, dalla Grotta della Natività; nel 2018 fu il Gaetano Farina, comandante delle Fecce Tricolori ad accendere l'Albero, nel 2017 Paolo Nespoli dalla stazione spaziale ISS, prima di lui Save the Children ed ancora prima Medici Senza Frontiere; nel 2014 l'albero è stato acceso da Papa Francesco; nel 2012 dal Presidente della Repubblica Giorgio Napolitano; nel 2011 è stato il Santo Padre Benedetto XVI a presiedere la cerimonia. Sono stati a loro volta preceduti da: il sottosegretario alla Protezione civile Guido Bertolaso, il presidente di Libera don Luigi Ciotti, il direttore generale di Telethon Pietro Spirito con la senatrice Susanna Agnelli in collegamento da Roma, il direttore dell'Istituto europeo di oncologia Pier Giuseppe Pelicci, illustri personaggi del mondo dello spettacolo come Terence Hill, Gastone Moschin, Barbara D’Urso e Maria Grazia Cucinotta, il presidente di Enel Chicco Testa, il ministro Carlo Giovanardi, i sindaci della città di Gubbio, i presidenti della Regione Umbria e i vescovi della diocesi eugubina che si sono succeduti dal 1981.
La mattina del 26 novembre 2005, la struttura che sorreggeva la stella cometa dell'albero crollò a seguito di cause mai ben definite. La colpa fu data al maltempo, tuttavia diversi ipotizzarono la tesi del "sabotaggio".  Dunque per l'anno del 25º compleanno l'albero di Gubbio si accese senza la sua stella.
Tra le 12 località riportate nel sito della BBC a rappresentanza della festività del Natale 2020, venne scelta anche la città di Gubbio.